# Slotssøen (Kolding)
 For alternative betydninger, se Slotssøen. (Se også artikler, som begynder med Slotssøen)
Slotssøen er en sø i Kolding. Den var mølledam til Slotsmøllen, der blev anlagt af dronning Dorothea i 1570 eller 1566 umiddelbart nær ved Koldinghus.
Slotsøen er monarkens ejendom, derfor må der ikke fiskes eller sejles på søen. Der ligger dog en robåd, som efter gammel forordning stilles til rådighed i tilfælde af, at en kongelig gæst får lyst til en fisketur. Den gamle forordning er dog ophævet - og nu til dags vedligeholdes båden frivilligt af Sct. Georgs Gilde i Kolding.
Parkeringspladsen foran Kolding Bibliotek er et inddæmmet stykke af Slotssøen. Det blev udført ved anlæggelsen af Slotssøvejen som ringvej i 1970. For at gå rundt om Slotssøen må man på modsatte side af Koldinghus gå i Søgade.
I 1900-tallet blev der bygget en del vandklosetter i byen, men disse måtte man nedlægge forbud imod, bl.a. fordi en del af kloakkerne mundede ud i to åbne grøfter, der fra Låsbygade førtes direkte ud i Slotssøen. Afløbet skete ellers direkte i åen eller fjorden. Byrådet vedtog i 1921 at gå i gang med et samlet kloakeringsprojekt for den bebyggede del af Kolding Kommune efter en betænkning, som stadsingeniøren havde udarbejdet i oktober 1921. Ved arbejdets afslutning i 1923 var man nået så langt, at kun 1⁄4 af byens spildevand blev udledt i Slotssøen. Fra 1926 fortsattes kloakeringen i den sydlige bydel. Efterhånden som det nye kloaksystem blev færdigt, kunne wc'er installeres uden septiktank.
Hvert år i juni-juli-august måned afholdes koncerterne "Sommer ved Søen", som er gratis for tilskuere. Det er arrangeret af foreningen MusikKolding i samarbejde med Kolding Kommune.

## Galleri
- Fuldmåne over slotssøen
- Slotssøen med Koldinghus i baggrunden
- Vinter